# Микко, Умберто
Умберто Микко (итал. Umberto Micco; 24 марта 1916, Бостон — 16 декабря 1989, Монкальво, Пьемонт) — итальянский хоккеист на траве, полевой игрок. Участник летних Олимпийских игр 1952 года.

## Биография
Умберто Микко родился 24 марта 1916 года в американском городе Бостон в семье итальянского морского офицера, который жил в коммуне Монкальво.
Окончил медицинский факультет университета Генуи. Работал врачом в Монкальво.
Играл в хоккей на траве за команду из Монкальво.
В 1952 году вошёл в состав сборной Италии по хоккею на траве на летних Олимпийских играх в Хельсинки, поделившей 9-12-е места. Играл в поле, провёл 1 матч, мячей не забивал.
Занимался политикой. В 1965 году был избран депутатом городского совета, а в 1975 году — мэром Монкальво от левоцентристской коалиции. Был известен ясными и острыми выступлениями.
Умер 16 декабря 1989 года в Монтальво после тяжёлой болезни.

## Память
В Монкальво муниципальный стадион назван именем Умберто Микко.
В Монкальво проводится юношеский турнир по хоккею на траве памяти Умберто Микко.